# Bosc-Mesnil
Bosc-Mesnil är en kommun i departementet Seine-Maritime i regionen Normandie i norra Frankrike. Kommunen ligger i kantonen Saint-Saëns som tillhör arrondissementet Dieppe. År 2022 hade Bosc-Mesnil 329 invånare.

## Befolkningsutveckling
Antalet invånare i kommunen Bosc-Mesnil
| Referens: INSEE |